# Leo Stein (librettiste)
Pour les articles homonymes, voir Leo Stein (homonymie), Stein et Rosenstein.
Œuvres principales
Wiener Blut (1899)
La Veuve joyeuse (1905)
Der Graf von Luxemburg (1909)
Die Csárdásfürstin (1915)
Leo Stein, de son vrai nom Leo Rosenstein, est un librettiste et dramaturge né le 23 février 1861 à Lemberg dans le royaume de Galicie et de Lodomérie (aujourd'hui Ukraine) et mort le 28 juillet 1921 à Vienne.
Auteur prolifique spécialisé dans l'opérette viennoise, il a travaillé entre autres avec les compositeurs Franz Lehár, Emmerich Kálmán, Edmund Eysler, Leo Fall et Oscar Straus, il est surtout connu comme librettiste, avec Victor Léon, de l'opérette La Veuve joyeuse (Die lustige Witwe).

## Biographie
Il naît le 23 février 1861 à Lemberg, capitale du royaume de Galicie et de Lodomérie (Empire d'Autriche), où il grandit et étudie le droit à l'université. À 26 ans, il s'installe à Vienne et est engagé comme fonctionnaire à la Südbahn avant de se tourner vers le théâtre. 
Il écrit plusieurs comédies, la plupart avec Oskar Walther, mais c'est dans le domaine musical qu'il rencontre son premier véritable succès en 1899 avec Wiener Blut, une compilation d'œuvres antérieures de Johann Strauss réalisée par Adolf Müller Jr.. Cette opérette marque les débuts de sa collaboration avec Victor Léon qui culminera en 1905 avec La Veuve joyeuse, sur une musique de Franz Lehár, compositeur pour lequel il écrit trois autres opérettes : Der Göttergatte (1904), Der Graf von Luxemburg (1909) et Die blaue Mazur (1920). C'est toutefois avec Alexander Landesberg et Karl Lindau, puis à partir des années 1910 Béla Jenbach, qu'il co-écrit la plupart de ses livrets.
Parmi ses autres succès, on peut citer Das süsse Mädel (1901) sur une musique de Heinrich Reinhardt et Die Csárdásfürstin (1915) avec Béla Jenbach, musique d'Emmerich Kálmán. Il est également vice-président de la Société des auteurs autrichienne.
Il meurt le 28 juillet 1921 à l'âge de 60 ans et est inhumé dans l'ancien cimetière juif de Vienne.

## Œuvres

### Théâtre
- 1891 : Fächersprache, comédie
- 1894 : Sein erster Rausch, comédie en un acte
- 1897 : Fräulein Doktor, comédie en quatre tableaux avec Oskar Walther
- 1898 : Die Lustspielfirma, comédie en trois actes avec Oskar Walther
- 1900 : Das Haus des Majors, comédie en quatre tableaux avec Oskar Walther
- 1900 : Das Opferlamm, comédie en trois tableaux avec Oskar Walther

### Opéras et opérettes
- 1892 : Lachende Erben, opérette en trois actes avec Julius Horst, musique de Carl Weinberger
- 1893 : Müchner Kind, opérette  en trois actesavec Alexander Landesberg, musique de Carl Weinberger
- 1894 : Die Königin von Camara, opérette en trois actes avec Richard Genée, musique d'Alexander Neumann
- 1894 : Lady Charlatan, opérette en trois actes avec Paul von Schönthan, musique d'Adolf Müller Jr.
- 1895 : Die Lachtaube, opérette en trois actes avec Alexander Landesberg, musique d'Eugen von Taund
- 1896 :  Der Pumpmajor, opérette en trois actes avec Julius Horst d'après Le Revizor de Gogol, musique d'Alexander Neumann
- 1896 : Der Wunderknabe, opérette en trois actes avec Alexander Landesberg, musique d'Eugen von Taund
- 1896 : Der Pfiffikus, singspiel en un acte avec Julius Horst, musique d'Adolf Müller Jr.
- 1897 : Die Blumen-Mary, opérette en trois actes Alexander Landesberg, musique de Carl Weinberger
- 1898 : Der Dreibund, opérette en un prélude et deux actes avec Alexander Landesberg, musique d'Eugen von Taund
- 1898 : Der Blondin von Namur, opérette en trois actes avec Julius Horst, musique d'Adolf Müller Jr.
- 1899 : Wiener Blut (Sang viennois en version française), opérette en trois actes avec Victor Léon, musique de Johann Strauss II arrangée par Adolf Müller Jr.
- 1899 : Gräfin Kuni, opérette en trois actes avec Paul von Schönthan, musique de Ferdinand Baumgarten
- 1900 : Der Sechsuhrzug, opérette en trois actes avec Victor Léon d'après Décoré d'Henri Meilhac, musique de Richard Heuberger
- 1900 : Der Löwenjäger, opérette en trois actes avec Paul von Schönthan, musique de Georg Verö
- 1901 : Das süsse Mädel, opérette en trois actes avec Alexander Landesberg, musique d'Heinrich Reinhardt
- 1902 : Clo-Clo, opérette en trois actes Alexander Landesberg, musique de Ferdinand Pagin
- 1902 : Der liebe Schatz, opérette en trois actes avec Alexander Landesberg, musique d'Heinrich Reinhardt
- 1902 : Das gewisse Etwas, opérette en trois actes avec Victor Léon, musique de Carl Weinberger
- 1904 : Der Göttergatte, opérette en trois actes avec Victor Léon, musique de Franz Lehár
- 1904 : Das Garnisonsmädel, opérette en un prélude et deux actes avec Alexander Landesberg, musique de Raoul Mader (en)
- 1904 : Der Generalconsul, opérette en trois actes avec Alexander Landesberg, musique d'Heinrich Reinhardt
- 1905 : Die Schützenliesel, opérette en trois actes avec Karl Lindau, musique d'Edmund Eysler
- 1905 : Die lustige Witwe (La Veuve joyeuse en version française), opérette en trois actes avec Victor Léon d'après L'Attaché d'ambassade d'Henri Meilhac, musique de Franz Lehár
- 1905 : Der Schnurrbart, opérette en trois actes avec Karl Lindau, musique de Georg Verö
- 1906 : Künstlerblut, opérette en deux actes avec Karl Lindau, musique d'Edmund Eysler
- 1907 : Der selige Vinzenz, opérette en trois actes avec Alexander Landesberg, musique de Raoul Mader
- 1907 : Tausend und eine Nacht, opérette fantastique en un prélude et deux actes avec Karl Lindau, d'après Indigo und die 40 Räuber de Johann Strauss II arrangé par Ernst Reiterer
- 1907 : Der selige Vincenz, opérette avec Alexander Landesberg, musique de Raoul Mader
- 1907 : Vera-Violetta, vaudeville en un acte, musique d'Edmund Eysler
- 1908 : Johann der Zweite, opérette en deux actes avec Karl Lindau, musique d'Edmund Eysler
- 1908 : Das Glücksschweinchen, opérette en trois actes avec Karl Lindau, musique d'Edmund Eysler
- 1909 : Der Graf von Luxemburg (Le Comte de Luxembourg en version française), opérette en trois actes avec  Alfred Maria Willner et Robert Bodanzky, musique de Franz Lehár
- 1910 : Lumpus und Pumpus, opérette en un acte, musique d'Edmund Eysler
- 1910 : Das Puppenmädel, vaudeville  en trois actes avec Alfred Maria Willner d'après Flers et Caillavet, musique de Leo Fall
- 1910 : Die Sirene, opérette en trois actes avec Alfred Maria Willner, musique de Leo Fall
- 1910 : Die kleine Freundin, opérette en un prélude et deux actes avec Alfred Maria Willner, musique d'Oscar Straus
- 1911 : Der Frauenfresser, opérette en deux actes avec Karl Lindau, musique d'Edmund Eysler
- 1911 : Der Natursänger, opérette en un acte avec Béla Jenbach, musique d'Edmund Eysler
- 1912 : Der fliegende Rittmeister, opérette en un acte avec Johann Georg Obrist, musique d'Hermann Dostal
- 1912 : Die Premiere, comédie musicale en un acte avec Béla Jenbach, musique de Josef G. Hart
- 1913 : Der Nachtschnellzug, opérette comique en quatre tableaux avec Victor Léon, musique de Leo Fall
- 1913 : Polenblut, opérette en trois tableaux, musique d'Oskar Nedbal[2]
- 1913 : Ein Tag im Paradies, comédie musicale en trois tableaux avec Béla Jenbach, musique d'Edmund Eysler[3]
- 1915 : Die Csárdásfürstin (Princesse Czardas en version française), opérette en trois actes avec Bela Jenbach, musique d'Emmerich Kálmán
- 1915 : Die oder Keine, opérette en trois actes avec Béla Jenbach, musique d'Edmund Eysler
- 1915 : Die schöne Unbekannte, opérette en deux actes et un épilogue avec Leopold Jacobson, musique d'Oscar Straus[4]
- 1916 : Die Winzerbraut, opérette en trois actes avec Julius Wilhelm, musique d'Oskar Nedbal
- 1920 : Das Hollandweibchen, opérette en trois actes avec Béla Jenbach, musique d'Emmerich Kálmán
- 1920 : Die blaue Mazur, opérette en deux actes et un épilogue avec Béla Jenbach, musique de Franz Lehár
- 1923 : Mädi, opérette en trois actes avec Alfred Grünwald, musique de Robert Stolz